# Gilles van Overbeek de Meijer

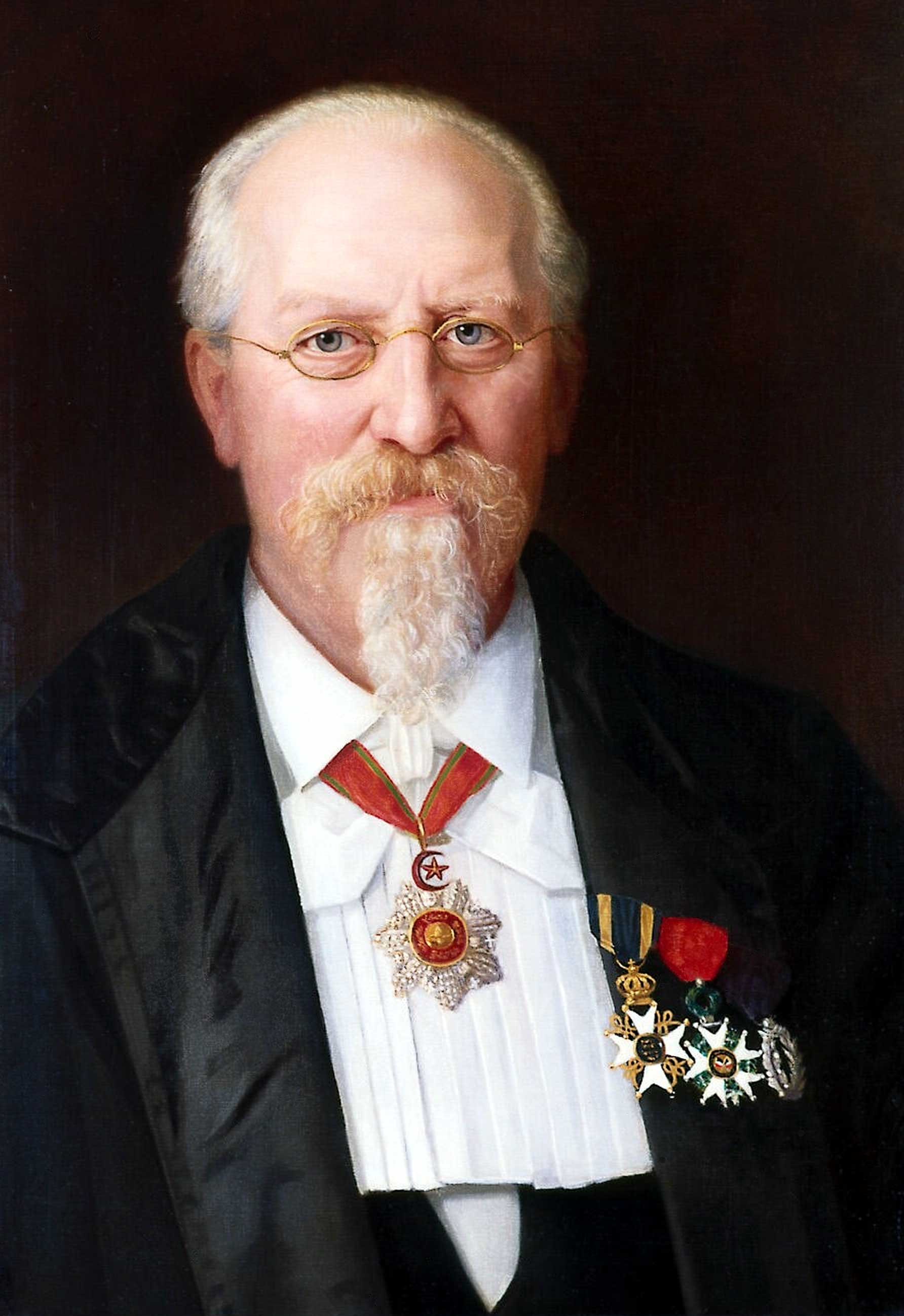
Gilles van Overbeek de Meijer

Gilles van Overbeek de Meijer auch: Overbeck de Meyer (* 2. März 1831 in Rotterdam; † 13. Juli 1918 in Utrecht) war ein niederländischer Mediziner.

## Leben
Overbeek de Meijer war der Sohn des Kunstmalers Gilles de Meijer (* 6. Januar 1790 Rotterdam; † 23. Januar 1867 in Den Haag) und dessen Frau Maria van den Helm (* 12. Mai 1799 in Delft; † 5. März 1851 in Utrecht). Er studierte vier Jahre lang an der Militärmedizinischen Staatsschule in Utrecht und wurde am 21. Juli 1851 Offizier der Medizin 3. Klasse. Danach wirkte er als Marinearzt in Niederländisch-Indien und wurde nach seiner Rückkehr am 16. Juni 1858 zum Offizier 2. Klasse befördert. Am 31. Mai 1865 promovierte er an der Universität Leiden mit der Arbeit Over den invloed van zeereizen en het verblijf in warme luchtstreken op de ontwikkeling en het verloop van tuberculosis pulmonum zum Doktor der Medizin. Am 31. Januar 1866 wurde er stellvertretender Inspekteur der medizinischen Zustandsüberwachung der Provinz Gelderland und der Stadt Utrecht. Nachdem er 1876 die Leitung der Institution übernommen hatte, berief man ihn am 1. Oktober 1877 zum Professor der Hygiene und der gerichtlichen Medizin an die Universität Utrecht. Diese Aufgabe übernahm er am 14. Dezember 1877 mit der Einführungsrede Het regt van het onderwijs in gezondheidsleer aan de Hoogeschool. 
In seiner Eigenschaft als Utrechter Hochschullehrer beteiligte er sich auch an den organisatorischen Aufgaben der Hochschule und war 1886/87 Rektor der Alma Mater. Diese Aufgabe legte er mit einer Rede über das abgelaufene Studienjahr nieder. Overbeek de Meijer setzte sich für die hygienisch-medizinische Kontrolle der Prostitution ein, engagierte sich für obligatorische Impfungen gegen Pocken, untersuchte Heilmöglichkeiten der Cholera und initialisierte hygienisch kontrollierte Trinkwasserleitungen. Er nahm an medizinischen Kongressen in Europa zu Hygienefragen teil und wurde in verschiedene wissenschaftliche Gesellschaften aufgenommen. So wurde er am 25. Juni 1867 Mitglied der provinziellen Utrechtschen Gesellschaft für Künste und Wissenschaften, am 9. März 1869 Mitglied der Vereinigung zur Verbreitung der Volksgesundheit in Utrecht, am 19. Januar 1881 Offizier an der Akademie des Institut de France, 1888 Ehrenmitglied der Epidemiological Society in London, am 28. Mai 1887 Ehrenmitglied der königlichen Akademie der Medizin in Belgien, 1890 Mitglied der niederländischen Gesellschaft zur Förderung der Natur, Gesundheit und Heilkunde und 1895 Ehrenmitglied des ungarischen Landesvereins für Hygiene. Am 19. September 1884 wurde er Ritter des Ordens vom niederländischen Löwen, am 24. April 1893 erhielt er den türkischen Mecidiye-Orden 3. Klasse und wurde am 5. September 1886 Ritter der Ehrenlegion. Am 27. Mai 1898 verzichtete er auf seine Professur und wurde am 1. Oktober desselben Jahres emeritiert, wozu er eine Rente von 3000 Gulden erhielt. 

## Familie
Overbeek de Meijer war zwei Mal verheiratet. Seine erste Ehe schloss er am 2. Februar 1857 in Kedirie-Toeloengagoeng (Java) mit Arendina Maria Hendrika Canne (* 1. August 1832 in Leersum; † 6. April 1858 in Delft), der Tochter des Lehrers Coert Daniel Canne (* 13. August 1809 in Amsterdam; † 27. April 1849 Noordwijk) und dessen Frau Henrietta Louisa Brandt (* 8. Februar 1796 in Amsterdam; † 31. März 1868 in Rotterdam). Seine zweite Ehe ging er am 4. Oktober 1860 in Den Haag mit Johanna Maria de Bas (* 23. Oktober 1841 in Den Haag; † 30. Dezember 1925 in Utrecht), der Tochter des Willem Jacobus de Bas (* 24. August 1802 in Amsterdam; † 1. Oktober 1864 in Rijswijk) und der Johanna Maria Köhler (* 7. März 1809 in Den Haag; † 24. September 1872 in Utrecht), ein. Aus den Ehen stammten Kinder. Von diesen kennt man: 
- Jan Willem Hendrik Overbeek de Meijer (* 8. Februar 1858 in Delft; † 25. Februar 1858 ebenda)
- Henriette Louise Marie Overbeek de Meijer (* 8. Februar 1858 in Delft; † 12. März 1858 ebenda)
- Johanna Maria van Overbeek de Meijer (* 3. Mai 1862 in Den Haag; † 25. September 1932 in Utrecht) verh. 18. Oktober 1887 in Utrecht mit Leopold Ferdinand Dentz (* 12. August 1858 in Amsterdam: † 25. Januar 1903 in Helmond)
- Maria Henrietta van Overbeek de Meijer (* 6. April 1864 in Zuijdhoorn bei Rijswijk; † 3. September 1868 in Baarn)
- Willem Jacques van Overbeek de Meijer (* 18. März 1867 in Utrecht; † 25. April 1937 ebenda) verh. 27. April 1893 in Utrecht mit Cornelia Françoise Henriette Cornelissen (* 16. Februar 1866 in Melambong (Res. Soerakarta, Insel Java); † 17. November 1943 in Amersfoort)
- Maria Henriette van Overbeek de Meijer (* 26. Juni 1869 in Utrecht; † 19. Februar 1943 in Barneveld) verh. 19. April 1894 in Utrecht mit Gideon Jan Oudemans (* 31. Oktober 1860 in Jakarta (Java); † 8. November 1933 in Ginneken)

## Werke (Auswahl)
- Scheepsgezondheidsleer. Tiel 1861 und 1862, 2. Bde.
- Beri-beri, beschreven naar hetgeen omtrent die ziekte tot heden bekend gemaakt werd. 1864
- Over den invloed van zeereizen en het verblijf in warme luchtstreken op de ontwikkeling en het verloop van tuberculosis pulmonum. Den Haag, 1865, (Online)
- Het regt van het onderwijs in gezondheidsleer aan de Hoogeschool. 1877
- Het Geneeskundig toezicht op de Prostitutie. Amsterdam 1883
- Gemeentereiniging. Eene vraag van den dag. Utrecht 1885
- Verslag uit van de lotgevallen der Utrechtsche universiteit in het studienjaar 1886- 1887 Utrecht 1887
- Advies aan de Commissie van de Vereeniging voor de behartiging der belangen van de badplaats Scheveningen betreffende de reiniging van het grachtwater te 's-Gravenhage door spuiing en afvoer naar zee. Den Haag 1889
- De wapenen van den heer H. Pierson, predikant te Zetten, in den strijd met zijne tegenstanders, en de kennis en het streven van de Nederlandsche Vereeniging tegen de prostitutie. Utrecht 1889
- Wenken bij het naderen der Aziatische cholera. 1892
- Schets der bacteriologische techniek. 1893
- Kleeding en hygiène. 1895